# Consonne occlusive alvéolaire sourde
La consonne occlusive alvéolaire sourde est un son consonantique fréquent dans de nombreuses langues. Son symbole dans l'alphabet phonétique international est [t], un T minuscule, mais celui-ci peut aussi représenter une consonne occlusive dentale sourde ; la dentale et l’alvéolaire peuvent être distinguées en utilisant [t̪] avec le signe diacritique indiquant l’articulation dentale et [t], sans signe diacritique, ou [t͇], avec le signe diacritique des extensions de l’alphabet phonétique international, pour l’articulation alvéolaire.
Selon les langues, il peut être simple [t], aspiré [tʰ], palatalisé [tʲ], labialisé [tʷ], pharyngalisé [tˁ], éjectif [tʼ], etc.

## Caractéristiques
Voici les caractéristiques de la consonne occlusive alvéolaire sourde :
- Son mode d'articulation est occlusif, ce qui signifie qu'elle est produite en obstruant l’air du chenal vocal.
- Son point d'articulation est alvéolaire, ce qui signifie qu'elle est articulée avec soit la pointe (apical) soit la lame (laminal) de la langue contre la crête alvéolaire.
- Sa phonation est sourde, ce qui signifie qu'elle est produite sans la vibration des cordes vocales.
- C'est une consonne orale, ce qui signifie que l'air ne s’échappe que par la bouche.
- C'est une consonne centrale, ce qui signifie qu’elle est produite en laissant l'air passer au-dessus du milieu de la langue, plutôt que par les côtés.
- Son mécanisme de courant d'air est égressif pulmonaire, ce qui signifie qu'elle est articulée en poussant l'air par les poumons et à travers le chenal vocatoire, plutôt que par la glotte ou la bouche.

## Dans différentes langues
Cette consonne /t/ existe dans de nombreuses langues, avec la graphie suivante :
- ت en arabe
- տ en arménien
- т en cyrillique[réf. nécessaire]
- ტ en géorgien
- τ en grec
- ת en hébreu
- ㄷ en coréen

En anglais et allemand, le /t/, écrit t ou T, peut aussi être aspiré [tʰ] ; les deux réalisations sont allophones.
L'italien possède le /t/, par exemple dans les mots mito, tranne et alto